# Rissa (Noorwegen)
Rissa is een voormalige gemeente in de Noorse provincie Trøndelag. De gemeente telde 6628 inwoners in januari 2017.

## Geschiedenis
Op 29 april 1978 werd een groot gebied in Rissa vernietigd door een aardverschuiving. Een persoon overleed. Dertien boerderijen en twee woningen werden vernietigd door het instorten van de bodem, bestaande uit snelle klei. De aardverschuiving werd in gang gezet door het afgraven en elders storten van een hoeveelheid grond.
Tot 1 januari 2018 maakte de gemeente deel uit van de provincie Sør-Trøndelag. In 2018 fuseerde de provincie met Nord-Trøndelag, terwijl Rissa fuseerde met de gemeente Leksvik tot een nieuwe gemeente Indre Fosen.

## Plaatsen in de voormalige gemeente
- Årnset
- Askjem
- Råkvågen